# Henry Brailsford
Henry Noel Brailsford, född 1873 och död 1958, var en brittisk skriftställare och politiker.
Brailsford framträdde först som ledarskribent i liberala och arbetartidningar, och anslöt sig 1907 till arbetarpartiets flygel Independet labour party och var en av partiets mest bemärkta medlemmar. Bland hans skrifter märks Macedonia (1906), The Russian workers' republic (1921), och Socialism for to-day (1925).